# MetaPost
MetaPost ist zum einen eine Programmiersprache und zum anderen der einzig bekannte Interpreter für diese. Beide sind von Donald E. Knuths Metafont-Sprache und -Interpreter abgeleitet. MetaPost kann Diagramme in PostScript oder als SVG-Vektorgrafik aus einer geometrischen/algebraischen Beschreibung erzeugen. Die Sprache hat die gleiche Syntax wie Metafont, um Linien, Kurven, Punkte und geometrische Transformationen zu erzeugen.

## Gegenüberstellung von Metafont und MetaPost
- Metafont ist zur Produktion von Schriften mit den dazu assoziierten Fontmetric-Dateien erschaffen. MetaPost hingegen erzeugt PostScript-Dateien.
- Die Ausgabe von Metafont besteht aus Schriften bei einer bestimmten Auflösung in einem rasterbasierten Format. MetaPost erzeugt vektorbasierte Grafiken.
- Im Gegensatz zu den monochromen Ausgaben von Metafont nutzt MetaPost ein einfaches RGB-Schema.
- MetaPost kann auch Label an Diagramme anbringen. Dies können Texte aus einer angegebenen Schrift oder einfach alles, was mit TeX gesetzt werden kann, sein.
- Der Metafont-Interpreter wurde von Knuth unter einer Open-Source-Lizenz entwickelt. Dies erlaubte John D. Hobby, den Interpreter zu seinem Nutzen zu adaptieren, somit entstand MetaPost.

## Benutzung
MetaPost wird mit vielen Distributionen von TeX bzw. Metafont ausgeliefert. Die Ausgabe von MetaPost kann leicht in TeX-, ConTeXt- und LaTeX-Dokumenten über Standardkommandos benutzt werden.

## Beispiele
Dies ist eine einzelne Datei example.mp, die drei EPS-Dateien erzeugt. Zur Bearbeitung der Eingabedatei ist der Befehl mpost DATEINAME aufzurufen.
```
transform
 
pagecoords;

pagecoords:=identity
 
scaled
 
10mm
 
shifted
 
(100mm,150mm)
;

beginfig
(1)

    
fill
 
((0,0)--(2,0)--(2,1)--(1,1)--(1,2)--(0,2)--cycle)

        
transformed
 
pagecoords
 
withcolor
 
green;

    
draw
 
((2,0)..(2,1)..(1,1)..(1,2)..(0,2))

        
transformed
 
pagecoords;

    
drawarrow
 
((0,0)--(2,2))
 
transformed
 
pagecoords;

endfig;

beginfig
(2)

    
draw
 
(for i=0 upto 7: dir(135i)-- endfor cycle)

        
transformed
 
pagecoords;

endfig;

pagecoords:=identity
 
scaled
 
15mm
 
shifted
 
(100mm,150mm)
;

beginfig
(3)
;

    
% declare paths to be used

    
path
 
p
[]
,p
[]
t;

    
% set up points by defining relationships

    
z1=
(0,0)
;
   
z2=z1+2up;

    
z3=z1+whatever*dir
(60)
=z2+whatever*dir
(-50)
;

    
z4=z3+
(-1.5,-.5)
;

    
z5=z1+dir
(135)
;

    
z0=whatever
[
z1,z2
]
=whatever
[
z3,z4
]
;

    
% set up paths

    
p0=fullcircle
 
yscaled
 
.5
 
rotated
 
45
 
shifted
 
z0
 
;

    
p1=z2--z4..z0..z3---z1;

    
p2=p1
 
cutbefore
 
p0
 
cutafter
 
p0;

    
p3=p0
 
cutbefore
 
p1
 
cutafter
 
p1;

    
p4=p2--p3--cycle;

    
% define transformed versions of paths and points

    
for
 
i=0
 
upto
 
4:
 
p
[
i
]
t=p
[
i
]
 
transformed
 
pagecoords;
 
endfor

    
for
 
i=0
 
upto
 
5:
 
z
[
i
]
t=z
[
i
]
 
transformed
 
pagecoords;
 
endfor

    
% do some drawing

    
fill
 
p4t
 
withcolor
 
(1,1,0.2)
;

    
draw
 
z1t--z2t
 
withcolor
 
.5white;

    
draw
 
z3t--z4t
 
withcolor
 
.5white;

    
pickup
 
pencircle;

    
draw
 
p0t
 
dashed
 
withdots
 
scaled
 
.3;

    
draw
 
p1t
 
dashed
 
evenly;

    
draw
 
p2t
 
withcolor
 
blue;

    
draw
 
p3t
 
withcolor
 
red;

    
label.lrt
(btex $z_0$ etex, z0t)
;

    
label.llft
(btex $z_1$ etex, z1t)
;

    
label.top
(btex $z_2$ etex, z2t)
;

    
label.rt
(btex $z_3$ etex, z3t)
;

    
label.llft
(btex $z_4$ etex, z4t)
;

    
for
 
i=0
 
upto
 
4:

        
drawdot
 
z
[
i
]
t
 
withpen
 
pencircle
 
scaled
 
2;

    
endfor

endfig;

bye

```